# Демьяновка (Горьковский район)
Демья́новка — деревня в Горьковском районе Омской области. Входит в состав Суховского сельского поселения.

## География
Деревня находится на расстоянии 25 км от берега реки Иртыш и 60 км к северо-востоку от города Омск, административного центра области.

### Часовой пояс
Деревня Демьяновка, как и вся Омская область, находится в часовой зоне МСК+3. Смещение применяемого времени относительно UTC составляет +6:00.

## История
Основана в 1894 году переселенцами из села Демьяновка Полтавской губернии. В 1917—1920 года село было центром Демьяновской волости Новоомского уезда Омской губернии. В 1928 году состояло из 352 хозяйств, основное население — украинцы. В административном отношении являлось центром Демьяновского сельсовета Бородинского района Омского округа Сибирского края.

## Население
| 2002 | 2010 | 2021 |
| ---- | ---- | ---- |
| 588  | ↘449 | ↘335 |

### Гендерный состав
Согласно результатам переписи 2010 года, в деревне проживало 449 человек (222 мужчины и 227 женщин).

## Инфраструктура
В деревне действуют основная школа, дом культуры, библиотека и ФАП.